# Talco (band)
Talco is een Italiaanse skaband afkomstig uit Marghera. De band is opgericht in 2001. In 2009 bracht de band een nummer uit genaamd "St. Pauli", wat gaat over de gelijknamige voetbalclub FC St. Pauli. Dit nummer wordt vaak gebruikt door de club en hierdoor mochten ze optreden tijdens een concert ter ere van het 100-jarig bestaan van de club.

## Discografie

### Albums
- Tutti Assolti (2004)
- Combat Circus (2006)
- Mazel Tov (2008)
- La Cretina Commedia (2010)
- Gran Gala (2012)
- 10 Years - Live In Iruña (2014)
- Silent Town (2015)
- And The Winner Isn't (2018)

### Ep's
- St. Pauli (2008)